# Polidactilia em anfíbios antigos

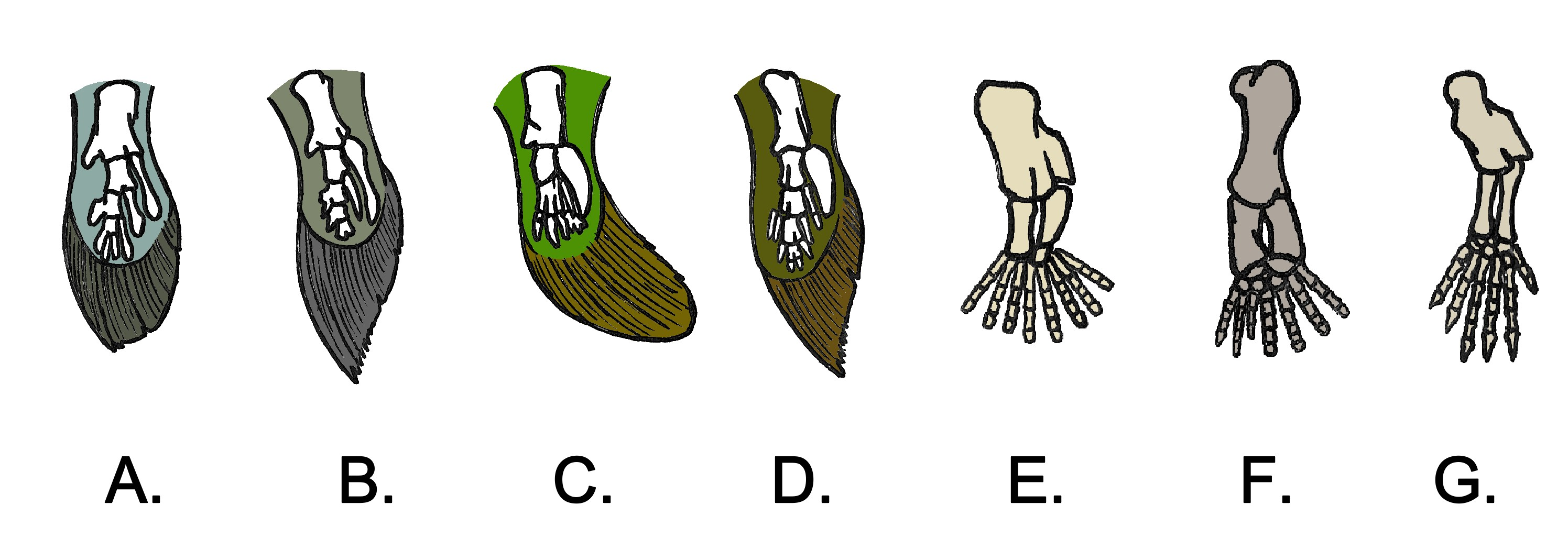
Limb evolution: A. Eusthenopteron, B. Gogonasus, C. Panderichthys, D. Tiktaalik, E. Acanthostega, F. Ichthyostega (hindleg), and G. Tulerpeton.

A polidactilia em anfífbios antigos era bastante comum, e não uma anomalia de ter mais do que o número típico de dígitos para um dado táxon.
Acanthostega possuía 8 dedos, Ichthyostega possuía 7 dedos nas patas traseiras e, nas pata dianteiras, o número é desconhecido porquê não foram encontrados fosseis com eles. Tulerpeton possuía 6 dedos.
Paleontologos acreditam que a pentadactilia, que se tornou comum depois, nos tetrápodes apareceu nos répteis e anfíbios e forma independente.

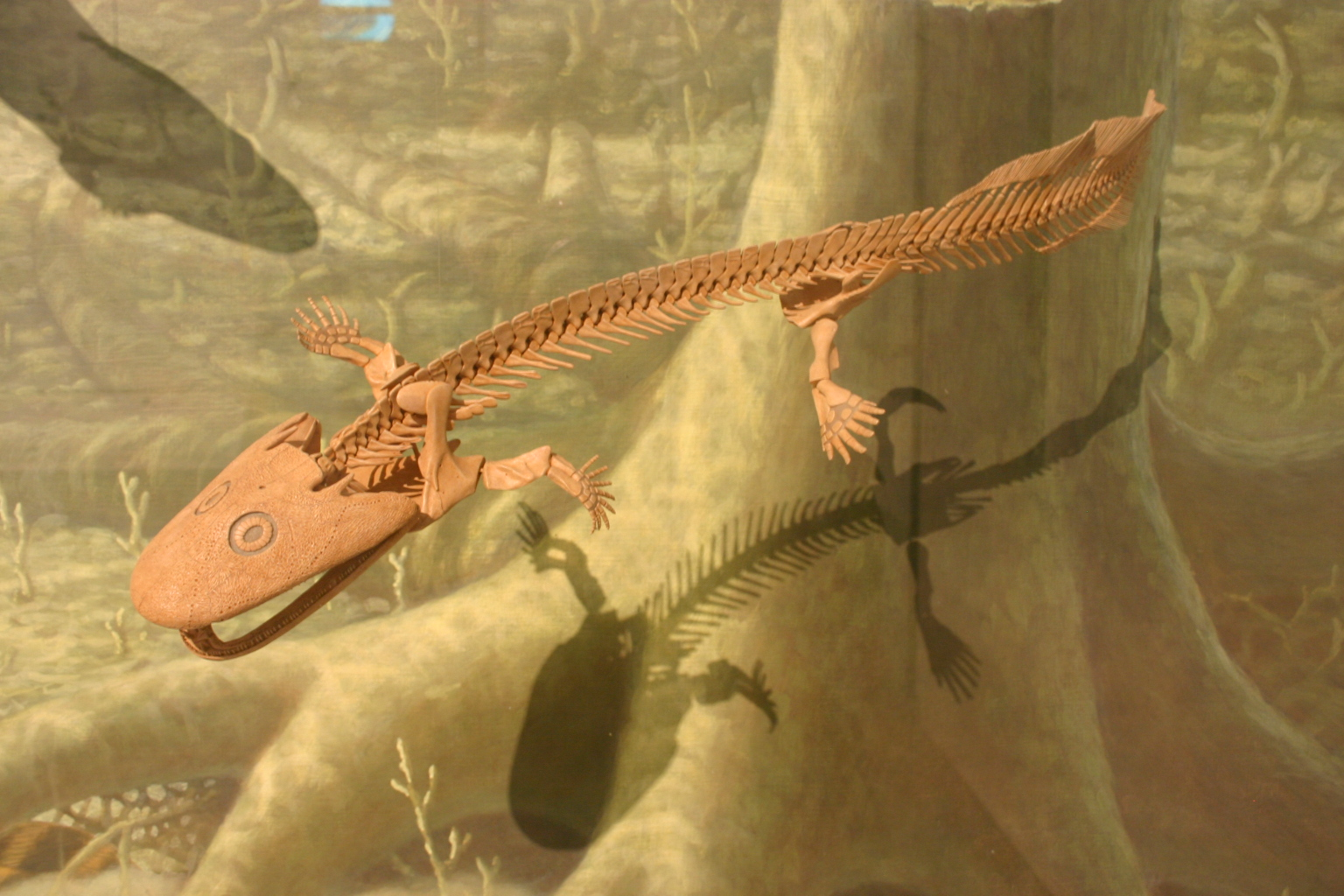
Acanthostega gunnari reconstituição do esqueleto

## Referências

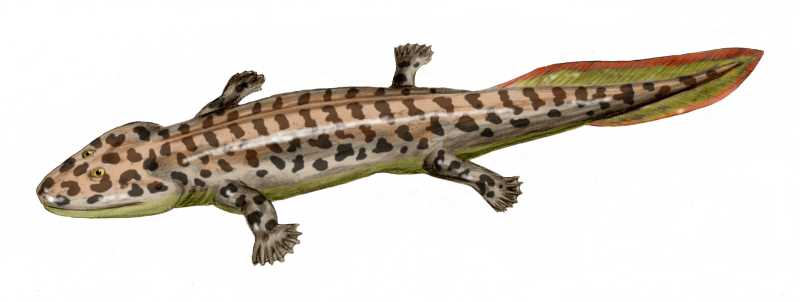
Reconstituição de Acanthostega gunnari

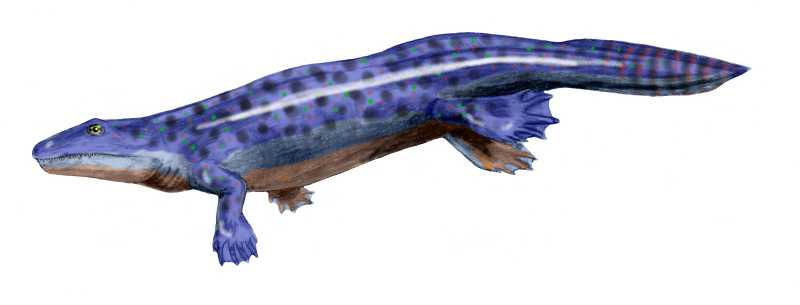
Reconstituição de Ichthyostega sp